# Raquel Riba Rossy
Raquel Riba Rossy   (Igualada, 10 de juliol de 1990) és una dibuixant i il·lustradora catalana. El seu personatge més reconegut és Lola Vendetta, una figura creada amb l'objectiu d'educar a la societat en el feminisme.

## Trajectòria
Raquel Riba és filla de l'arquitecte Jaume Riba i de l'artista multidisciplinària Clara Rossy, es va alimentar de l'ambient creatiu que es respirava a la seva família. Va anar a una escola vinculada amb l'Opus Dei. Posteriorment va estudiar Belles Arts a la Universitat de Barcelona especialitzant-se en dibuix, pintura, escultura i gravat. El 2013 continua formant-se a l'Escola de la Dona en cursos de dibuix i il·lustració.
El 2014 comença a donar a conèixer el seu personatge Lola Vendetta a través de Facebook. De seguida aconsegueix captar l'atenció del públic i les seves publicacions es comparteixen entre milers d'usuaris. El personatge de Lola es caracteritza per dur una samarreta de ratlles, els llavis vermells i els cabells negres. Sempre va acompanyada d'una katana que utilitza per impartir justícia. El 2017 publica el seu primer llibre, Más vale Lola que mal acompañada.
El 2021 Ficomic la va elegir per a l'elaboració del cartell promocional de la 39a edició del Saló del Còmic de Barcelona, celebrat en línia a causa de la pandèmia sanitària. El cartell mostra el personatge més popular de l'autora, Lola Vendetta, que amb una Katana combat el covid-19.
El mes de març del 2021 va participar en la creació d'un mural col·lectiu feminista en els murs de l'antiga presó La Model de Barcelona, sota el lema “Juntes, diverses i rebels” les artistes Raquel Riba, María Pichel, Amaia Arrazola, Vicky Cuello, Carolina Monterrubio i Marina Capdevila han volgut representar la diversitat de les dones i els diferents papers que tenen a la societat. El mural s’ha realitzat en col·laboració amb el diari il·lustrat femiñetas